# 滋賀県立大津商業高等学校
滋賀県立大津商業高等学校（しがけんりつおおつしょうぎょうこうとうがっこう、英: Shiga Prefectural Otsu Commercial High School）は、滋賀県大津市にある公立の商業高等学校。通称「大商」（だいしょう）。

## 概要
1905年（明治38年）に開校した「大津市立大津実業補習学校」が当校の前身にあたるが、学制改革などにより学校の併設・統合・分割が続いた。1956年（昭和31年）に校名を滋賀県立大津高等学校に変更した後、1958年（昭和33年）に同校から商業科が分離し、大津市膳所西之庄町に現校名の校舎が設置された。翌年9月に現在地へ移転し、1971年（昭和46年）7月にコンピュータ（NEAC-1240）を導入した後は定期的にコンピューターの導入（入替え）を行い、1989年（昭和64年・平成元年）1月に日立ワープロ教育システムを取り入れた。1993年（平成5年）にノートパソコン、1997年（平成9年）にLANシステム、1999年（平成11年）にインターネット回線を導入するなど、パソコンを用いた学習を積極的に行ったが、（校名の由来となった）商業科を含む各学科は2003年（平成15年）に募集を停止し、総合ビジネス科と情報システム科に再編された。
当校は2016年（平成28年）に京都産業大学と、2018年（平成30年）にびわこ成蹊スポーツ大学との間で高大連携事業に関する包括協定を締結している。

## 沿革
- 1905年（明治38年）4月 - 大津市立大津実業補習学校を創立する。
- 1912年（明治45年）4月 - 大津市立大津商業学校が開設される。
- 1920年（大正9年）4月 - 県への移管により、滋賀県立大津商業学校が設置される。
- 1944年（昭和19年）4月 - 滋賀県立大津工業学校を併設する。
- 1945年（昭和20年）4月 - 滋賀県立大津商業学校が廃校となる。
- 1946年（昭和21年）4月 - 滋賀県立大津商業学校を再び開校する。
- 1948年（昭和23年）4月 - 学制改革により滋賀県立志賀高等学校（普通科・商業科）が設置され、学校統合により滋賀県立大津高等学校（普通科・商業科）が設置される。
- 1949年（昭和24年）4月 - 学校分割により、滋賀県立大津西高等学校（商業科・家庭技芸科）が設置される。
- 1956年（昭和31年）4月 - 校名を滋賀県立大津高等学校に変更する。
- 1958年（昭和33年）4月 - 滋賀県立大津高等学校から商業科が分離し、大津市膳所西之庄町に滋賀県立大津商業高等学校が設置される。これに併せて、校章の制定が行われた[5]。
- 1959年（昭和34年）9月 - 現在地に移転する。
- 1962年（昭和37年）7月 - 運動場が整備される。
- 1965年（昭和40年）5月 - 第1校舎が完成する。
- 1968年（昭和43年）
  - 3月 - 第2校舎が完成する。
  - 8月 - プールが完成する。
- 1969年（昭和44年）12月 - 第3校舎が完成する。
- 1970年（昭和45年）
  - 2月 - 体育館を兼ねた講堂が完成する。
  - 4月 - 事務科を新設。
- 1971年（昭和46年）
  - 2月 - 第4校舎が完成する。
  - 7月 - コンピュータ（NEAC-1240）を導入。以後、定期的にコンピュータの導入（入替え）が行われる。
- 1973年（昭和48年）11月 - 第25回関西商業研究大会が開催される。
- 1974年（昭和49年）3月 - 格技場が完成する。
- 1975年（昭和50年）4月 - 情報処理科を新設。
- 1978年（昭和53年）
  - 6月 - クラブボックス（部室：計30室）が完成する。
  - 9月 - 大商会館（研修所兼合宿所）が完成する。
- 1980年（昭和55年）1月 - 推薦入学制度を採用する。
- 1984年（昭和59年）3月 - 第4校舎の増築が完成し、情報処理実習室が設置される。
- 1989年（昭和64年・平成元年）
  - 1月 - 日立ワープロ教育システムを導入する。
  - 3月 - LL装置[注 1]を設置する。
- 1991年（平成3年）
  - 3月 - 屋外更衣室が完成し、中庭が整備される。
  - 11月 - 第3プログラミング室が完成する。
- 1992年（平成4年）4月 - 事務科の募集を停止し、国際経済科を新設。併せて、制服の改定を行う。
- 1993年（平成5年）4月 - ノートパソコンを導入する。
- 1997年（平成9年）3月 - LANシステムを導入する。
- 1999年（平成11年）11月 - インターネットを導入する。
- 2003年（平成15年）4月 - 商業科・国際経済科・情報処理科の募集を停止し、総合ビジネス科と情報システム科に再編する。
- 2004年（平成16年）3月 - ワープロ室を第5プログラミング実習室に改修する。
- 2007年（平成19年）
  - 3月 - セミナーハウス「翔陵会館」が完成する。
  - 8月[要出典] - 「大商会館」を「大商史料館」に改称し[6][7]、資料（史料）保管施設として活用する[7][8]。
- 2011年（平成23年）9月 - 第5校舎が完成する[9]。
- 2013年（平成25年）4月 - テニスコートの移転工事が完了する[10]。
- 2015年（平成27年）4月 - 太陽光発電システムが完成する。
- 2016年（平成28年）11月 - 京都産業大学との間で高大連携事業に関する包括協定が締結される[3]。
- 2017年（平成29年）1月 - 「精華の碑」を前庭に移築する[6]。
- 2018年（平成30年）8月 - びわこ成蹊スポーツ大学との間で高大連携事業に関する包括協定が締結される[4]。

## 基礎データ

### 象徴
- 校歌 - 作詞：高橋茂道、作曲：松島彝[7]
- 校章 - 1958年（昭和33年）4月に制定[5]。「大」の字の上に、「High School」の「H」をデザインしたもの[5]。ちなみに、「大」の字の左側と右側にあるカーブは「Commercial」（"商業"という意）の「C」を意識したものである[5]。

### スローガン
- 校訓 - 誠実・敬愛・自立[1]
- 教育目標 - 商業の専門高等学校として専門教育と普通教育を推進し、社会の発展に寄与する創造力豊かで逞しい職業人を育成する[1]。

## 設置学科
- 総合ビジネス科
- 情報システム科

## 部活動
- 運動部 - 陸上競技、ソフトテニス、卓球、弓道、アーチェリー、スポーツ拳法、サッカー（男）、野球（男）、軟式野球（男）、テニス（女）、バレーボール（女）、バドミントン（女）、ソフトボール（女）、ハンドボール（女）
- 文化部 - 文芸、美術、書道、吹奏楽、ワープロ、情報処理研究、簿記会計研究、茶道、放送

## 著名な卒業生
- 栢木進 - 野洲市長
- 広瀬習一 - プロ野球選手
- 片岡篤志 - 元プロ野球選手（独立リーグ）
- 村田辰夫 - 詩人、翻訳家、梅花女子大学名誉教授
- 花登筺 - 小説家、脚本家
- 上村折乃助 (2代目) - 歌舞伎俳優
- 佐合井マリ子 - シンガーソングライター、DJ
- 仰木日向 - 作詞、小説家
- 木ノ本嶺浩 - 俳優
- 今井らいぱち - お笑い芸人

## アクセス
- JR湖西線大津京駅 徒歩15分[11]
- 京阪電鉄石山坂本線大津市役所前駅 徒歩3分[11]
- 京阪バス「別所」停留所 徒歩1分[11]

## その他
- 部活動の全国大会出場者は当校の同窓会（大商同窓会）が発行する会報誌、「大商会報」に掲載される[注 2][12]。
- 放送部は、当校の沿線を走る京阪石山坂本線の列車内で放送する乗車マナー啓発アナウンス（事前に録音したもの）を担当したことがある[13][14][15]。同アナウンスの放送は、2021年（令和3年）11月 - 2022年（令和4年）3月中旬に行われた[14]。その後、京阪電鉄からの依頼で啓発アナウンスの再収録が行われ[15]、2022年（令和4年）7月から京阪石山坂本線の車内放送で再び使用された[15]。